# Jörg Diesch
Jörg Diesch (Friedrichshafen, 29 september 1951) is een Duits zeiler.
Diesch won tijdens de Olympische Zomerspelen 1976 samen met zijn broer Eckart Diesch de gouden medaille in de Flying Dutchman. 
Diesch en zijn broer konden niet deelnemen aan de Olympische Zomerspelen 1980 vanwege een boycot.
Tijdens de Olympische Zomerspelen 1984 werden de broers vijfde.
Diesch won 8 medailles op de wereldkampioenschappen waaronder in 1986 de gouden medaille.

## Resultaten

### Wereldkampioenschappen
| Jaar | Plaats         | Resultaten      |
| ---- | -------------- | --------------- |
| 1975 | Buffalo        | Flying Dutchman |
| 1977 | Nago-Torbole   | Flying Dutchman |
| 1978 | Hayling Island | Flying Dutchman |
| 1980 | Malmö          | Flying Dutchman |
| 1981 | Palamós        | Flying Dutchman |
| 1983 | Cagliari       | Flying Dutchman |
| 1985 | Gargnano       | Flying Dutchman |
| 1986 | Rio de Janeiro | Flying Dutchman |

### Olympische Zomerspelen
| Jaar | Plaats      | Resultaten                |
| ---- | ----------- | ------------------------- |
| 1976 | Montreal    | Flying Dutchman klasse    |
| 1984 | Los Angeles | 5e Flying Dutchman klasse |

1960: Bjørn Bergvall / Peder Lunde ·
1964: Helmer Pedersen / Earle Wells ·
1968: Iain MacDonald-Smith / Rodney Pattisson ·
1972: Christopher Davies / Rodney Pattisson ·
1976: Eckart Diesch / Jörg Diesch ·
1980: Alejandro Abascal / Miguel Noguer ·
1984: William Carl Buchan / Jonathan McKee ·
1988: Christian Grønborg / Jørgen Bojsen-Møller ·
1992: Luis Doreste / Domingo Manrique